# Medinilla coronata
Medinilla coronata är en tvåhjärtbladig växtart som beskrevs av Regalado. Medinilla coronata ingår i släktet Medinilla och familjen Melastomataceae. Inga underarter finns listade i Catalogue of Life.